# Dzala ertobasjia

Georgiens statsvapen med dzala ertobasjia skrivet på georgiska.

Dzala ertobasjia (georgiska: ძალა ერთობაშია, "Styrkan ligger i enigheten") är Georgiens officiella valspråk. 
Valspråket kommer ursprungligen från en berömd fabel av Sulchan-Saba Orbeliani med samma namn. Enligt denna fabel levde det en gång i tiden en kung med trettio söner. En dag, när han kände döden komma närmare, kallade han på sina söner och bad dem att ta med sig pilar. Sedan bad kungen sönerna att bryta pilarna en efter en, men de kunde inte. Kungen sade: "lär o mina söner av detta faktum, här är den starka enigheten. Om ni är tillsammans kommer fienden inte kunna göra er något ont, men om ni är splittrade, kommer vinsten att vara på deras sida". 

## Liknande valspråk
- Konungariket Belgien har också ett liknande valspråk, translittererat till "Enighet ger styrka".
- Det bulgariska valspråket översätts på liknande vis till "Enigheten gör styrkan". Även i Bulgarien finns en populär legend om Kubrat, härskaren av det Storbulgariska riket, som även han gav sina söner samma råd som i det georgiska valspråket.